# Goldensee
Der Goldensee ist ein polytropher See innerhalb des Biosphärenreservates Schaalsee. Das Westufer befindet sich in Schleswig-Holstein. Der See ist auf der Mecklenburger Seite ausschließlich im Bereich des Roggendorfer Ortsteiles Groß Thurow zugänglich. In diesem Bereich befinden sich sowohl ein Steg als auch eine Badestelle. Auf dem See ist Angeln nur in einem klar abgegrenzten Bereich mit gültiger Seekarte möglich, Bootsangeln ist verboten. Das Südwestufer des Gewässers ist bewaldet. Auf der Westseite befindet sich das Gut Goldensee, heute ein Ortsteil von Kittlitz.

## Schutzgebiete
Der Goldensee ist seit dem 15. Mai 1990 als Naturschutzgebiet ausgewiesen. Der Gebietszustand wird als befriedigend eingestuft, da umfangreiche Nährstoffeinträge – unter anderem aus Moorentwässerung angrenzender Flächen – die Wasserqualität belasten. Das Naturschutzgebiet ist Bestandteil des FFH-Gebietes Goldensee, Mechower, Lankower und Culpiner See (MV).

## Grünes Band
Das Naturschutzgebiet ist aufgrund der für mehrere Jahrzehnte abgeschiedenen Lage an der innerdeutschen Grenze heute Teil des sogenannten Grünen Bandes. Die Naturschutzgebiete im Bereich des Grünen Bandes in Mecklenburg-Vorpommern sind (von Nord nach Süd) im Biosphärenreservat Schaalsee die NSG Wakenitzniederung, Kammerbruch, Campower Steilufer, Kiekbuschwiesen bei Neuhof, Mechower See, Goldensee, Techin, weiterhin die NSG Wallmoor, Pipermoor/Mühlbachtal, Stecknitz-Delvenau sowie im ehemaligen Naturpark Mecklenburgisches Elbetal die aufgelösten NSG Elbhang Vierwald, Elbdeichvorland, Rüterberg, Binnendünen bei Klein Schmölen und Löcknitztal-Altlauf, die nun alle Teil des Biosphärenreservats Flusslandschaft Elbe-Mecklenburg-Vorpommern sind. Auf dem Gebiet Schleswig-Holsteins schließt sich direkt an das Naturschutzgebiet Goldensee das Naturschutzgebiet Goldenseeufer, Heidberg und Umgebung an.

## Tod eines Kindes an der deutsch-deutschen Grenze
Am 31. Januar 1951 wurde ein zehnjähriger Junge, der auf dem zugefrorenen Goldensee Schlittschuh fuhr, von einem Grenzsoldaten erschossen. Schlittschuhfahren war auf dem See wegen der Nähe der Grenze offiziell verboten; es wurde jedoch von den Grenzposten toleriert. An diesem Tag jedoch war ein Grenzposten neu in diesem Grenzabschnitt, der den Schießbefehl ernst nahm. Der Fall wurde 2013 durch ein Buch der Politologin Sandra Pingel-Schliemann wieder bekannt.